# Tangenziale nord e tangenziale est di Pavia
La tangenziale nord - tangenziale est di Pavia, ufficialmente Strada statale 617 Bronese, è il nome con cui è conosciuta la parte iniziale di tale strada, situata nel territorio comunale del capoluogo con le caratteristiche di strada a scorrimento veloce. È dotata di una corsia per senso di marcia con aree di sosta intermedie e misura 7,4 km.

## Percorso
Viene chiamato tangenziale il tratto della SS 617 Bronese dall'uscita con la ex SS 234 Codognese per Cremona. Essa continua lambendo la periferia est di Pavia. Incrocia la SS 235 di Orzinuovi per Lodi, la SP 72 per Cura Carpignano e la SP 2 per Melegnano. Qui il tracciato piega verso ovest e continua incrociando la SP 205 Vigentina per Siziano e Milano per poi terminare, innestandosi nell'allacciamento con la tangenziale ovest di Pavia e la SS 35 dei Giovi per Milano.
Le intersezioni con le numerose strade incontrate sono caratterizzate da svincoli con relative rampe d'accesso e di uscita ad eccezione dell'intersezione con la SP 72  che è regolata da una rotatoria.
Il percorso dal km 0 all'uscita Pavia via Vigentina è conosciuto come tangenziale nord mentre il tratto successivo come tangenziale est.

## Tabella percorso
| Bronese Tangenziale nord e est di Pavia |      | |           |
| Km                                      | Tipo | Indicazione | Provincia |
| km 0                                    |      | A54 Tangenziale Ovest di Pavia exSS 35 Milano - Certosa di Pavia A7 Milano-Genova A21 Torino-Piacenza-Brescia               | PV        |
| km 1,7                                  |      | Pavia via Olevano Rione Scala - Mirabello                                                                                   | PV        |
| km 2,6                                  |      | Pavia via Vigentina SP 205 Milano - Siziano Palazzetto dello Sport centro commerciale                                       | PV        |
| km 3,6                                  |      | Pavia via Lardirago - Ca' della Terra SP 2 Marzano - Melegnano - Landriano - Lardirago - Sant'Alessio con Vialone - Roncaro | PV        |
| km 4,3                                  |      | Stazione di servizio Vega (solo in direzione Oltrepò)                                                                       | PV        |
| km 4,8                                  |      | Pavia strada Paiola SP 72 Cura Carpignano - Roncaro                                                                         | PV        |
| km 5,9                                  |      | Pavia viale Lodi exSS 235 Sant'Angelo Lodigiano - Lodi - Brescia                                                            | PV        |
| km 6,2                                  |      | Strada Cascina Bompiumazzo (solo in direzione Milano)                                                                       | PV        |
| km 6,4                                  |      | Stazione di servizio IP (solo in direzione Milano)                                                                          | PV        |
| km 6,9                                  |      | Pavia via Bellingera | PV        |
| km 7,4                                  |      | Pavia viale Cremona exSS 234 Cremona                                                                                        | PV        |
| Km 7,5                                  |      | Prosecuzione SS 617 per Oltrepò Pavese                                                                                      | PV        |